# Hemsleya
Hemsleya é um género botânico pertencente à família Cucurbitaceae.

## Espécies
| - Hemsleya amabilis - Hemsleya brevipetiolata - Hemsleya carnosiflora - Hemsleya changningensis | - Hemsleya chengyihana - Hemsleya chinensis - Hemsleya cissiformis - Hemsleya clavata |

1. ↑  «Hemsleya — World Flora Online». www.worldfloraonline.org. Consultado em 19 de agosto de 2020